# IceCube
El detector de neutrins IceCube és un telescopi de neutrins actualment encara en construcció, situat a l'estació del pol sud Amundsen-Scott. Igual que el seu predecessor, AMANDA, IceCube està construint-se al fons del gel de l'Antàrtida, desplegant milers de fotomultiplicadors entre 1.450 i 2.450 m de profunditat. Aquests sensors òptics són distribuïts en cordes, cadascuna de les quals consta de 60 mòduls, i que són introduïdes al gel realitzant perforacions amb un taladre d'aigua calenta.

## Metes científiques
Moltes parts de l'univers no són accessibles mitjançant l'estudi dels altres tipus de raigs còsmics diferents dels originats per neutrins, ja que: els protons no aporten informació sobre la direcció original a causa de la seua deflexió pels camps magnètics, els neutrons es desintegren abans d'arribar a la Terra i els fotons d'altes energies són absorbits. IceCube obrirá per tant bandes inexplorades de longitud d'ona per a l'astronomia, incloent-hi la regió d'energia PeV (1.015 eV). Un dels objectius de IceCube és tractar de trobar respostes a preguntes tals com quines són les condicions físiques per als esclats de raigs gamma, o si és hadrònic o electromagnètic l'origen dels fotons multi-TeV, els quals s'originen a les restes de la supernova Cranc i prop dels forats negres super-massius dels nuclis de galàxies actius. A més, IceCube té un paper molt important per descobrir de què està composta la matèria fosca, amb sensibilitat a les partícules de matèria fosca freda de masses de l'ordre de TeV. La detecció dels feixos de neutrins còsmics permetrà estudiar les oscil·lacions de neutrins en baseline de l'ordre de Mpc.
El 12 de juliol es va anunciar que s'havia pogut establir la font d'on provenia un neutrí d'alta energia detectat el 22 de setembre de 2017. Aquesta detecció es va anunciar a la xarxa d'alerta ràpida mundial de telescopis i diversos detectors van detectar poder confirmar que el blàzar TXS 0506+056 tenia un pic d'activitat. El van confirmar el telescopi espacial Fermi i els telescopis MAGIC que van poder detectar emissions de raigs gamma especialment altes de la mateixa font.